# بروس سترلينغ
بروس سترلينغ (بالإنجليزية: Bruce Sterling) (14 أبريل 1954، تكساس في الولايات المتحدة - ) روائي أمريكي، حاصل على جائزة هوغو لأفضل رواية قصيرة عن رواية «مصلح الدراجات» في العام 1997.

## روابط خارجية
- بروس سترلينغ على موقع IMDb (الإنجليزية)
- بروس سترلينغ على موقع الموسوعة البريطانية (الإنجليزية)
- بروس سترلينغ على موقع ميوزك برينز (الإنجليزية)
- بروس سترلينغ على موقع إن إن دي بي (الإنجليزية)
- بروس سترلينغ على موقع قاعدة بيانات الفيلم (الإنجليزية)